# Salafisme moderniste
Ne doit pas être confondu avec Islam libéral ou salafisme.
Le salafisme moderniste  est un mouvement de réforme qui s'est développé au XIXe siècle en Égypte sous l'influence d'al-Afghani et Mohamed Abduh, qui l'appelèrent la « salafiya » (à ne pas confondre avec le « salafisme contemporain », qui est né dans les années 1920).

## Terminologie
Le mouvement salafiste aurait été baptisé comme tel, dans les années 1920, par des orientalistes français, Louis Massignon et Henri Laoust, ce dernier ayant popularisé le néologisme par un article publié en 1932, sans que les chercheurs aient nécessairement revendiqué ce nom. Cette thèse reste cependant discutée,.
Le mouvement salafiste était un mouvement d'inspiration libérale, né vers la fin du XIXe siècle en Égypte, lequel est aujourd'hui qualifié de « salafisme moderniste » (les intellectuels arabes parlent aussi de salafisme des lumières, de renouvellement ou rationaliste). 

## Histoire
Les historiens et le monde académique en général situent l’apparition du terme salafiste à la fin du XIXe siècle, pour désigner un mouvement apparu en Égypte, en réaction à la domination intellectuelle et politique de l'Europe sur le monde musulman. Les leaders initiaux de ce mouvement, Djemâl ad-Dîn al-Afghâni, et plus particulièrement ses disciples, Mohamed Abduh et Mohammed Rachid Rida,, critiquent la stagnation de la pensée islamique et la sécularisation des élites musulmanes, et plaident pour une réinterprétation des textes fondateurs de l'islam, le Coran et la Sunna, en accord avec les principes de rationalité scientifique et de gouvernance libérale. Ce mouvement a été baptisé « salafisme » dans les années 1920 par des orientalistes français, Louis Massignon et Henri Laoust, sans que les intéressés aient nécessairement revendiqué ce nom. Cette tendance initiale est aujourd'hui qualifiée de « salafisme moderniste ».
Ses adeptes acceptent par ailleurs le califat ottoman. Ils sont cependant des acharistes rationalistes voire des néo-mutazilites.
Le salafisme moderniste a parfois été présenté comme l'ancêtre du salafisme contemporain.
Rashid Rida s'est ensuite rapproché du wahhabisme, autre courant du salafisme,.